# Hugh S. Johnson
Hugh Samuel Johnson, född 5 augusti 1882, död 15 april 1942, var officer i den amerikanska armén, affärsman, talskribent, regeringstjänsteman och tidningskrönikör. Han tillhörde president Franklin D. Roosevelts närmaste krets mellan 1932 och 1934. Han skrev många tal för Roosevelt och hjälpte till att planera New Deal.
Hugh Johnson var ursprungligen officer, ledde efter USA:s inträde i första världskriget genomförandet av värnpliktslagen, blev 1918 medlem av War Industries Board och samma år brigadgeneral. Från 1919 ägnade han sig åt finansiell verksamhet och blev 1933 utnämd till administratör för National Recovery Administration. Han framträdde först som ivrig förespråkare för en nya politiken, men snart inträdde brytning med Roosvelt, och Johnson lämnade i oktober 1934 sin tjänst samt övergick till pressen, där han nu våldsamt kritiserade presidenten.